# 放置プレイ
放置プレイ（ほうちプレイ） は、性プレイの一種である。とりわけSMプレイにおいては、マゾヒストを長時間放置するプレイを指す。
SMではさまざまな方法でマゾヒストに身体的・精神的な苦痛を与えるが、その中の放置プレイは性行為の最中にパートナーを放置・無視し精神的苦痛を与えることによって性的快楽を得ることが目的のプレイである。

## 概要
縄・拘束具などでマゾヒストを拘束し（緊縛）、そのまま長時間に渡って一人きりにしておくというやり方が一般的であるが、パートナーは同じ空間に居て、徹底的にマゾヒストの存在を無視して別の行動をし続けるというような手法もある。
マゾヒストは長時間拘束され続ける身体的苦痛や助けを求めることが出来ない精神的苦痛を性的快楽とする。女性がバイブレーターや媚薬を使った状態で放置され、性感も受け続けることがある。
しばしば放置プレイは羞恥プレイと組み合わされる。この場合は裸のまま、あるいは恥ずかしいポーズで拘束されるなど羞恥心を感じさせられる状況で放置される。
人目のつくところで恥ずかしい格好をさせて放置するという野外放置プレイもある。

## 注意点
放置プレイ中に、サディストがマゾヒストから離れたところにいる場合は、安全上細心の注意が必要である。放置プレイに拘束は付き物だが、緊縛は避けるべきである。長時間の緊縛は、血行障害により壊死や麻痺の危険性があるからである。拘束衣などを使った比較的安全な方法が好ましいが、それでも緊急時の対処法を用意しておく必要がある。これらは自縛と共通した問題である。
裸での野外放置プレイなどの場合は羞恥プレイと同様、公然わいせつ罪にあたる可能性があるため、この点も十分に注意する必要がある。

## 放置プレイの一般化
本来、「放置プレイ」という用語はSMという非常にアンダーグラウンドな業界に限定された一種の隠語であったのだが、1990年代頃から恋愛観や性文化の多様化により、徐々に認知され始めており、しばしば本来の用法と異なった意味で用いられつつあるという。
例えば、恋愛におけるいわゆる“How to本”などでは、連絡を突然絶やすなどして特定の異性の気を引くことなどを俗に「放置プレイ」と呼ぶことがある。
こうした風潮に対して内科医のおおたわ史絵は、「神聖なものを簡単に言ってほしくない」と発言したことがある。
また近年においてはゲームの一種に「放置ゲーム」というジャンルが出できており、それらを放置しながら遊んでいる状態を「放置プレイ」という場合もある｡

## 比喩的な用法
上記の用法から転じて、単に放置する・される状態も「放置プレイ」と呼ばれることがある。